# Dorothy Shepherd-Barron
Dorothy Shepherd-Barron (de soltera Cunliffe; 24 de noviembre de 1897 – 20 de febrero de 1953) fue una jugadora de tenis de Gran Bretaña que compitió en los Juegos Olímpicos de París 1924.

## Carrera de tenis
En los Juegos Olímpicos de París 1924, hizo equipo con Evelyn Colyer y ganó una medalla de bronce en el evento de dobles femenino. En el evento de individuales, llegó a los cuartos de final, perdiendo contra Julie Vlasto.
Entre 1920 y 1939, participó en 15 ediciones del Campeonato de Wimbledon. En el evento de individuales, su mejor resultado fue llegar a los cuartos de final en 1921 (perdiendo contra Mabel Clayton) y 1924 (perdiendo contra Phyllis Satterthwaite). Llegó a la final del evento de dobles de Wimbledon en 1929 con Phyllis Howkins Covell, perdiendo en sets corridos contra sus compatriotas Peggy Saunders Michell y Phoebe Holcroft Watson, un resultado que se repitió en la final del Campeonato Nacional de EE. UU. Dos años después, en 1931, ella y su compañera Phyllis Mudford King ganaron el título de dobles, derrotando a Doris Metaxa Howard y Josane Sigart en tres sets.
En dobles mixtos, fue finalista de Grand Slam en cuatro ocasiones, haciendo pareja con Lewis Deane, Leslie Godfree y Bunny Austin.

## Vida personal
El 23 de septiembre de 1921, se casó con el ingeniero Wilfred Shepherd-Barron en Bombay, India. Uno de sus hijos es John Shepherd-Barron, acreditado como el inventor del cajero automático, y su hijo menor, Richard Shepherd-Barron, fue un piloto de carreras en las décadas de 1950 y 1960, terminando 13.º en la clasificación general en la carrera de Le Mans de 1962. Falleció en un accidente automovilístico en Cambridgeshire el 20 de febrero de 1953.

## Finales de Grand Slam

### Dobles: 3 (1 título, 2 subcampeonatos)
| Resultado | Año  | Campeonato                        | Superficie | Pareja                 | Oponentes                            | Resultado     |
| --------- | ---- | --------------------------------- | ---------- | ---------------------- | ------------------------------------ | ------------- |
| Derrota   | 1929 | Wimbledon                         | Césped     | Phyllis Howkins Covell | Peggy Michell Phoebe Holcroft Watson | 6–4, 8–6      |
| Derrota   | 1929 | Campeonatos Nacionales de EE. UU. | Césped     | Phyllis Howkins Covell | Peggy Michell Phoebe Holcroft Watson | 6–2, 3–6, 4–6 |
| Victoria  | 1931 | Wimbledon                         | Césped     | Phyllis Mudford King   | Doris Metaxa Howard Josane Sigart    | 3–6, 6–3, 6–4 |

### Dobles mixtos: 4 (4 subcampeonatos)
| Resultado | Año  | Campeonato             | Superficie | Pareja         | Oponentes                      | Resultado     |
| --------- | ---- | ---------------------- | ---------- | -------------- | ------------------------------ | ------------- |
| Derrota   | 1923 | Wimbledon              | Césped     | Lewis Deane    | Elizabeth Ryan Randolph Lycett | 4–6, 5–7      |
| Derrota   | 1924 | Wimbledon              | Césped     | Leslie Godfree | Kitty McKane John Gilbert      | 3–6, 6–3, 3–6 |
| Derrota   | 1931 | Campeonatos de Francia | Arcilla    | Bunny Austin   | Betty Nuthall Patrick Spence   | 3–6, 7–5, 3–6 |
| Derrota   | 1934 | Wimbledon              | Césped     | Bunny Austin   | Dorothy Round Tatsuyoshi Miki  | 6–3, 4–6, 0–6 |